# 富州 (渤海国)
富州，渤海国的怀远府所领九州之一。
富州治所在今在黑龙江省鹤岗市、双鸭山市附近。领富寿、新兴、优富三县。渤海取越喜地改为富州属怀远府。926年，辽朝灭渤海，移居富州的渤海人至今辽宁省铁岭市一带，设银州，富寿县改名延津县，优富县更名永平县，隶弘义宫。